# Ineficiencia X
La ineficiencia X es la divergencia del comportamiento observado de una empresa en la práctica, influenciado por la falta de presión competitiva, del comportamiento eficiente asumido o implícito por la teoría económica. El concepto de ineficiencia X fue introducido por Harvey Leibenstein.

## Visión general
La teoría económica dominante tiende a suponer que la dirección de las empresas actúa para maximizar las ganancias de su firma minimizando los insumos utilizados para producir un nivel determinado de producción.
La competencia impulsa a las empresas a buscar ganancias de eficiencia productiva y producir a los costos unitarios más bajos o arriesgarse a perder ventas frente a rivales más eficientes. Con formas de mercado distintas de la competencia perfecta, como el monopolio, la ineficiencia productiva puede persistir, porque la falta de competencia permite utilizar técnicas de producción ineficientes y aun así mantenerse en el negocio. Además del monopolio, los sociólogos han identificado varias formas en las que los mercados pueden estar integrados organizativamente y, por lo tanto, su funcionamiento puede apartarse de la teoría económica.
El despilfarro organizativo se produce cuando las empresas optan por emplear más recursos de los necesarios para producir un determinado nivel de producción. La capacidad no utilizada da como resultado una ineficiencia X. Esto puede explicarse por el problema agente-propiedad. En las empresas, la propiedad y la gestión están separadas. Los accionistas (propiedad) eligen a los directores (el agente) para que actúen en su nombre y maximicen el valor para los accionistas. Los gerentes pueden tomar decisiones que maximicen sus propios objetivos y no los de los accionistas, por ejemplo, contratar personal adicional para reducir la carga de trabajo de los gerentes. Esto aumenta los costos unitarios.
La ineficiencia X solo mira los productos que se fabrican con las entradas dadas. No tiene en cuenta si las entradas son las mejores o si las salidas son las mejores para producir. Por ejemplo, una empresa que emplea neurocirujanos para cavar zanjas podría seguir siendo X-eficiente, aunque reasignar a los neurocirujanos para curar a los enfermos sería más eficiente para la sociedad en general. En este sentido, la ineficiencia X se centra en la eficiencia productiva y la minimización de costos en lugar de la eficiencia de asignación y la maximización del bienestar. Para discusiones más extensas, véase Sickles y Zelenyuk (2019, p. 1-8, 469) y las referencias allí.

## Ejemplos

### Monopolio
Un monopolio es un creador de precios en el sentido de que su elección del nivel de producción afecta al precio pagado por los consumidores. En consecuencia, un monopolio tiende a fijar el precio en un punto en el que el precio es mayor que los costos promedio a largo plazo. Sin embargo, la ineficiencia X tiende a aumentar los costos promedio, lo que provoca una mayor divergencia del resultado económicamente eficiente. Las fuentes de la ineficiencia X se han atribuido a aspectos como el exceso de inversión y la construcción de marca por parte de los gerentes, la falta de motivación derivada de la falta de competencia y la presión de los sindicatos para pagar salarios superiores al mercado.